# El Perelló (Sueca)
El Perelló es una entidad local menor (ELM) perteneciente al municipio valenciano de Sueca, en la Comunidad Valenciana (España). En 2024 contaba con una población censada de 2168 habitantes (INE), si bien está registrado que durante los meses estivales (julio y agosto) la población puede multiplicarse por 10.
Hasta 1999 El Perelló estaba considerado como pedanía del municipio de Sueca. En dicho año se constituyó en Entidad de Ámbito Territorial Inferior al Municipio (EATIM) y actualmente es una Entidad Local Menor (ELM).

## Geografía física
El Perelló se sitúa a 3 msnm, rodeado por el parque natural de la Albufera. La localidad se levanta junto a la costa y en el margen derecho del canal o gola del Perelló. Este último posee a la altura de El Perelló unas compuertas que se utilizan para regular el nivel de las aguas en la Albufera, de acuerdo con las necesidades agrícolas, e impedir que en días de mar gruesa puedan penetrar en la misma las aguas saladas del mar. Por el norte limita con El Perellonet, pedanía perteneciente al término municipal de Valencia que se alza en el margen izquierdo del canal del Perelló. Este canal marca el límite entre las comarcas de la Ribera Baixa, a la que pertenece El Perelló, y L'Horta Sud.

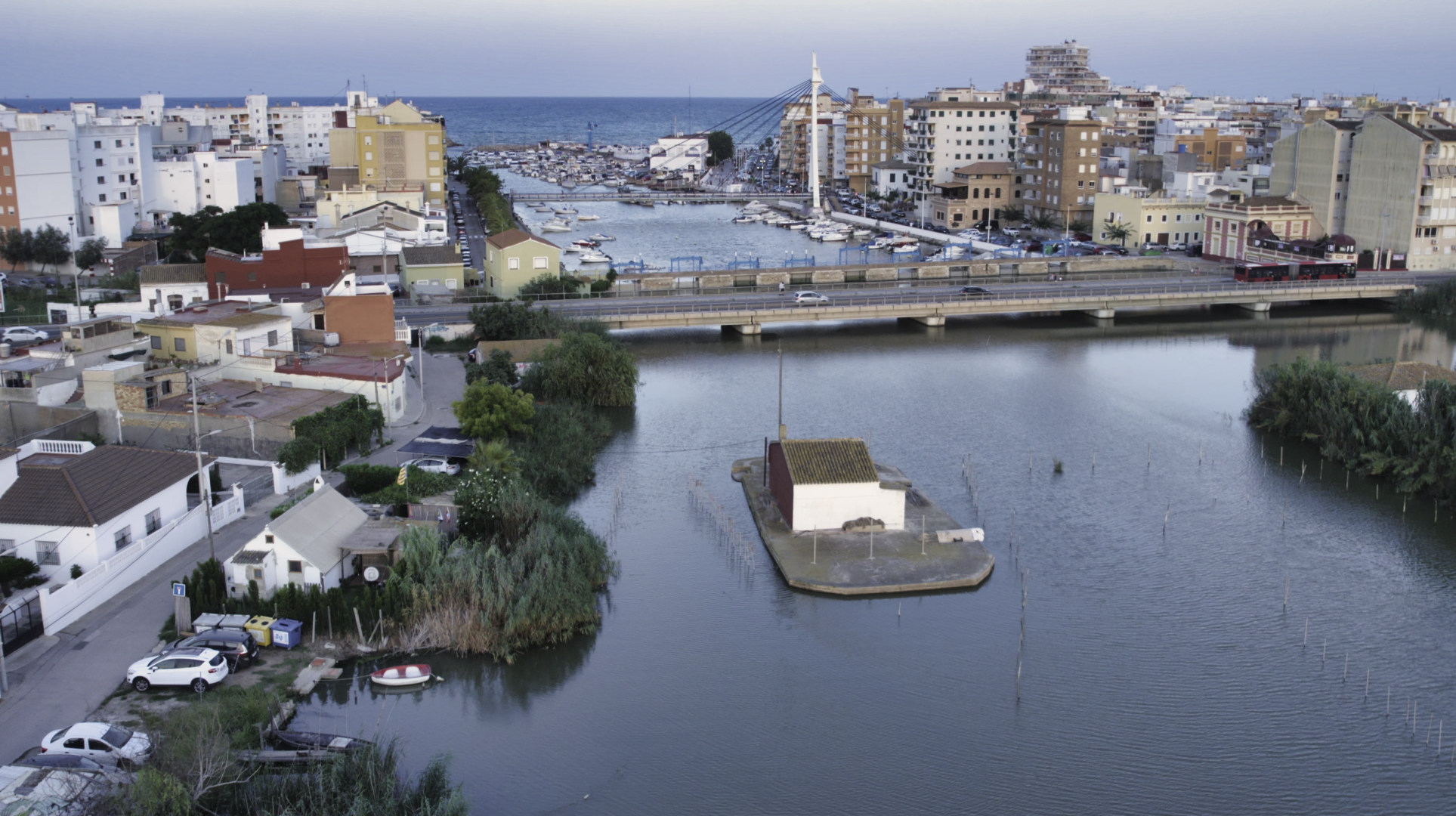
Vista aérea del canal y las compuertas de El Perelló

## Historia
La población toma su nombre del canal del Perelló, en cuyo margen derecho se levanta. A través de este canal se soltaban las aguas a los arrozales, acción que en los pueblos de la Albufera se llamaba y sigue llamando "perelloná". El primer núcleo de población se conformó merced a los pescadores de la Albufera, que levantaron barracas y otras viviendas entre el mar y el canal. Según el archivo municipal, en 1845 ya hay una población «digna de mención». En 1898 se abrió la primera iglesia que fue edificada con donaciones de los vecinos y el suelo donado por el barón de Ruaya, Pascual de Frigola.
El maestro Serrano (1873-1941), compositor de zarzuelas, residía en El Perelló aunque su trabajo le obligaba a pasar largas estancias en Madrid. Allí compuso la mayor parte de su obra y vivía como un labriego más. En 2009, el ayuntamiento de El Perelló lo nombró «Hijo Predilecto de El Perelló».
Durante la Guerra Civil, el facultativo Ángel Llorca creó en El Perelló las Comunidades Familiares de Educación, una colonia de niños de Madrid refugiados de la República, en la que continuó la renovación pedagógica iniciada en Madrid años atrás según el ideario de la Institución Libre de Enseñanza.
Más tarde, sobre todo a partir de la década de 1960, El Perelló se convirtió en lugar de veraneo, principalmente para la población de Valencia y la Ribera Baja. En época reciente se han construido numerosos bloques de apartamentos y servicios turísticos.

## Historia reciente (1990-presente)
1995 es la fecha que marca un hito importantísimo en la joven historia de El Perelló. Un grupo de vecinos cansados del centralismo suecano y ante la falta de servicios y la mala calidad de los que se prestaban donde no veían revertir sus impuestos municipales, deciden presentarse a las elecciones municipales mediante la formación de una Agrupación Electoral Independiente: Independents del Perelló i Mareny, IPM, y que posteriormente se constituiría como partido (PIPM). El objetivo de esta agrupación y partido político no fue otra que lograr la constitución de El Perelló como una Entidad Local Menor a fin de dotar a esta pedanía de una autonomía propia. Los resultados fueron apabullantes en las dos pedanías, tanto en El Perelló como en Mareny de Barraquetes, y lograron un concejal. El cabeza de lista y promotor de la iniciativa fue José Miguel Fos Alberola. Pronto se vio florecer el trabajo de esta formación, pues el 23 de marzo de 1999, el Consell del Gobierno de la Generalitat Valenciana decretaba la constitución de El Perelló como una Entidad Local Menor y el 5 de diciembre de 1999 se constituía la comisión gestora la cual gobernaría hasta nuevas elecciones, las cuales se producirían en mayo de 2003, cuando por primera vez se elegiría a un alcalde de El Perelló oficial y democráticamente.
La comisión gestora de El Perelló debía estar formada por 5 miembros, de los que correspondían según los resultados electorales, 4 miembros al PIPM y 1 al PSPV-PSOE, pero esta se tuvo que constituir tan solo con los 4 miembros del PIPM, ya que el PSPV-PSOE, por circunstancias no explicadas, renunció a su representante.

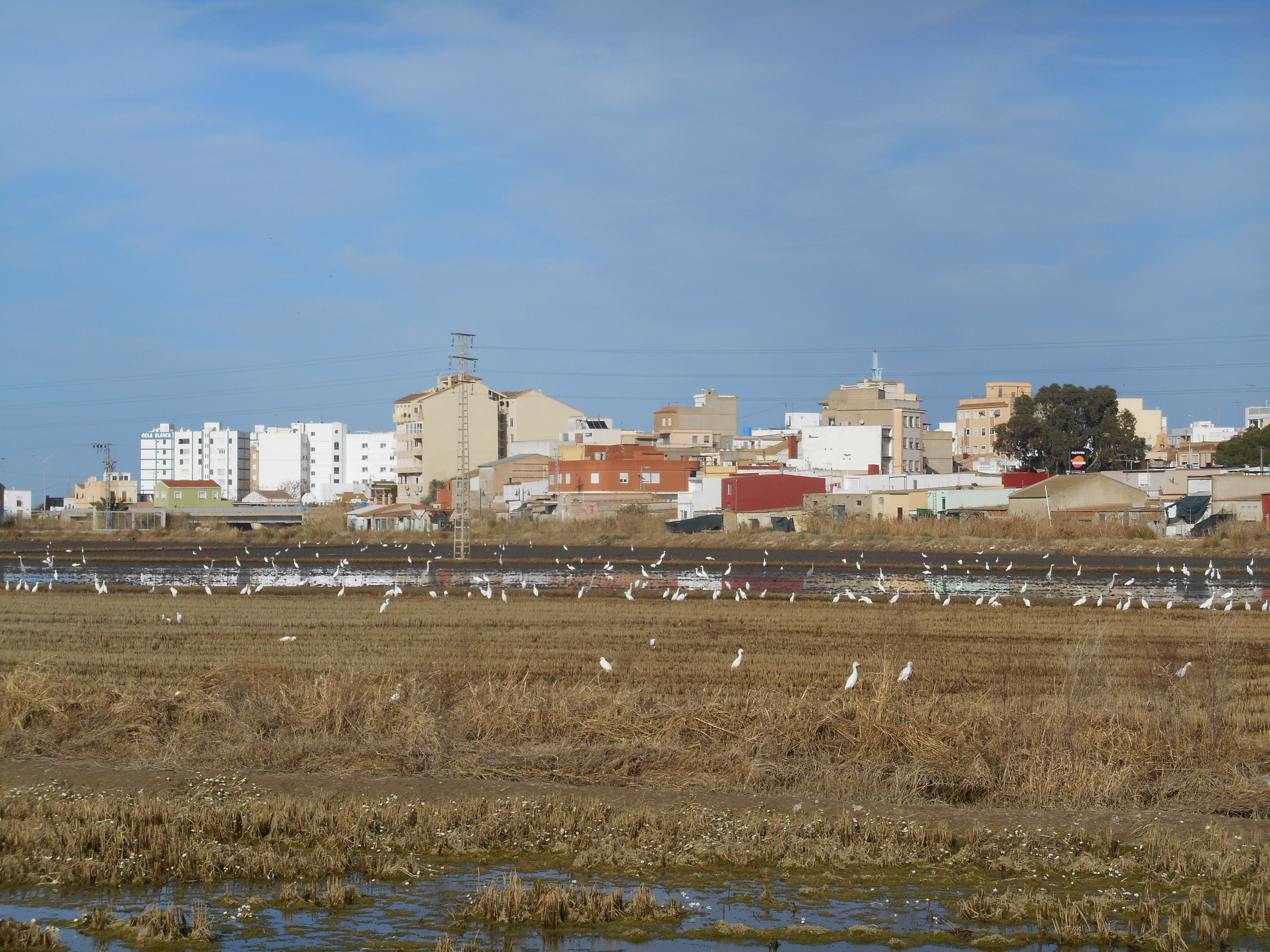
Vista de El Perelló desde los arrozales

### Inicio y proceso de ELM
A finales de la década de los 90, las pedanías de El Perelló y Mareny de Barraquetes conjuntamente decidieron concurrir a elecciones para hacer oír su voz en el ayuntamiento de Sueca. Originalmente, ante la propuesta perellonera los vecinos de El Mareny decidieron unirse a la iniciativa, pactando una lista electoral conjunta. El Consell de la Generalitat Valenciana no tardó en decretar la constitución de El Perelló como ELM. En las elecciones de 1999, el PIPM alcanzó 1.184 votos y consiguió un regidor, Pedro Javier Granell Blasco.
7 han sido las elecciones municipales que se han celebrado en El Perelló. Las primeras elecciones se celebraron con el sistema de elección directa al alcalde, y en base a la derogada Ley de Bases de Régimen Local, es decir, los partidos solo presentaban a 1 candidato. Aquel candidato que más votos obtenía era proclamado alcalde, el resto de la Junta Vecinal eran nombrados por los partidos, según el resultado obtenido en las urnas para el municipio en las mesas electorales de El Perelló. La Junta Vecinal la componían 4 miembros más el Alcalde.
A la entrada de la nueva Ley de Régimen Local, en junio de 2010, cambia el sistema electoral; así pues, ahora la Junta Vecinal estará formada por 7 miembros, mediante listas abiertas. Los partidos políticos presentarán listas hasta un máximo de 7 miembros, donde todos son alcaldables. Cada elector podrá elegir hasta un máximo de 7 candidatos, bien de la misma candidatura o de entre las diferentes candidaturas. Aquel candidato que más votos obtenga será el proclamado alcalde. El primer vocal o concejal es el segundo en números de votos y así sucesivamente hasta completar los 7 miembros.

## Política y alcaldes
| Legislatura | Nombre                         | Partido       |
| ----------- | ------------------------------ | ------------- |
| 2003-2007   | Pedro Javier Granell Blasco    | PIPM          |
| 2007-2011   | Jose Miguel Fos Alberola       | PPCV          |
| 2011-2015   | Jose Miguel Fos Alberola       | PPCV          |
| 2015-2016   | Jose Miguel Fos Alberola       | PPCV          |
| 2016-2019   | Andrés Fernández Ferrer        | PSPV-PSOE     |
| 2019-2023   | Juan Bautista Botella Iglesias | PPCV          |
| 2023-       | José Codoñer Barberá           | L'Alternativa |

### Elecciones municipales de 1999
Resultados (Sueca)
| Partido Popular - PP                                                | 7 | 4234 votos |
| Partido Socialista Obrero Español - PSOE                            | 7 | 4207 votos |
| Esquerra Progresista Independent - Bloc Nac. Valencià - EPI-BLOC-VE | 3 | 1824 votos |
| Esquerra Unida del País Valencià - EUPV                             | 2 | 1351 votos |
| Partit Independent Perelló i Mareny - PIPM                          | 1 | 1184 votos |
| Unió Valenciana - UV                                                | 1 | 1061 votos |

El PIPM consiguió en las elecciones municipales de Sueca un regidor y se constituyó la comisión gestora que gobernaría hasta nuevas elecciones, (mayo de 2003).
Fue asignado el papel de vocal en la Comisión Gestora (de la entidad local de ámbito territorial inferior al municipio de El Perelló) a Enrique Marco Figueres, aunque posteriormente renunció. El rol lo asumió Vicente Pascual Moreno Martí.

### Elecciones municipales de 2003
Resultados
| PIPM           | 2 | 447 votos |
| PP             | 1 | 407 votos |
| PSOE-EMTESA-EV | 1 | 237 votos |

Consiguió la victoria electoral el PIPM. El primer alcalde elegido de El Perelló fue Pedro Javier Granell Blasco, quien nombró 2 vocales de su partido (María Pilar Moncho Matoses y Paloma Carmen Miralles Cano). El PP contó con la representación de 2 vocales (Jose Miguel Fos Alberola y María Dolores Simón García).

### Elecciones municipales de 2007
Resultados
| PP | 1 | 481 votos |

Salió elegido como alcalde Jose Miguel Fos Alberola. Por el reparto de los votos se nombraron 3 vocales del PP (María Dolores Simón García, Nuria Coll Carratalá y Francisco Amaya Pedrós) y 1 del PSOE (Antonio Sánchez Torrent).
El PIPM no obtuvo representación.

### Elecciones municipales de 2011
Resultados
| Jose Miguel Fos Alberola       | PP | 534 votos |
| Vicente Cortés Requena         | PP | 443 votos |
| Maria Amparo Ferrer Alberola   | PP | 439 votos |
| Natividad Isabel Aguado Mora   | PP | 439 votos |
| Cristina Isabel Valero Redondo | PP | 429 votos |
| Luis Ignacio Díaz Marín        | PP | 419 votos |
| Juan Bautista Botella Iglesias | PP | 403 votos |

Jose Miguel Fos Alberola fue el primer alcalde reelegido en El Perelló, y formó un consistorio monocolor.

### Elecciones municipales de 2015
Resultados
| Jose Miguel Fos Alberola             | PP   | 462 votos |
| Andrés Fernández Ferrer              | PSOE | 327 votos |
| Juan Bautista Botella Iglesias       | PP   | 317 votos |
| Mª Desamparados Fernández Campanario | PSOE | 309 votos |
| Pablo Diaz Barbero                   | PP   | 296 votos |
| Lucia Gregori Mendez                 | PP   | 292 votos |
| Luis Ignacio Diaz Marin              | PP   | 288 votos |

Fue reelegido alcalde Jose Miguel Fos Alberola. Se constituyeron 4 vocales del PP (Juan Bautista Botella Iglesias, Pablo Díaz Barbero, Lucía Gregori Méndez y Luís Ignacio Díaz Marín) y 2 del PSOE (Andrés Fernández Ferrer y Mª Amparo Fernández Campanario).
En febrero de 2016, el dirigente del PP, Jose Miguel Fos Alberola, renunció a su cargo. En su lugar Andrés Fernández Ferrer, como segundo candidato más votado en las pasadas elecciones, fue nombrado alcalde.

### Elecciones municipales de 2019
Resultados
| PP                             | 3 | 132 votos |
| L'Alternativa El Perelló - LAP | 2 | 122 votos |
| Ciudadanos - CIU               | 1 | 91 votos  |
| PSOE                           | 1 | 83 votos  |

Juan Bautista Botella Iglesias, cabeza de lista por el PP, consiguió la alcaldía de El Perelló. Su equipo de gobierno lo conformaron Natividad Isabel Aguado Mora (PP), Gemma Bau Navarro (PP), Carmina Miralles Torremocha (CIU), César Emilio Savalls Miralles (PP) y Vicente Nicola Simeon (PP).

### Elecciones municipales de 2023
Resultados
| LAP | 5 | 647 vots |
| PP  | 2 | 330 vots |

Con una participación récord, el partido independiente de L'Alternativa El Perelló consiguió la victoria electoral. José Codoñer Barberá fue nombrado alcalde. Sus compañeros de partido tomaron posesión de sus cargos como regidores: Nuria Estornell París, Óscar Torrado Aguado, Clara López Ferri y Joaquín Collado Masó. Los dos vocales del PP fueron Natividad Aguado Mora y Hugo Alberola García.

## Demografía
En 1970 la población estable era de tan solo 749 habitantes; en 2003 había 1531; en 2013 contaba con una población censada de 2563 habitantes y en 2024 había 2168 habitantes empadronados. Si bien, en los meses estivales la población puede multiplicar por 10 su número de residentes.

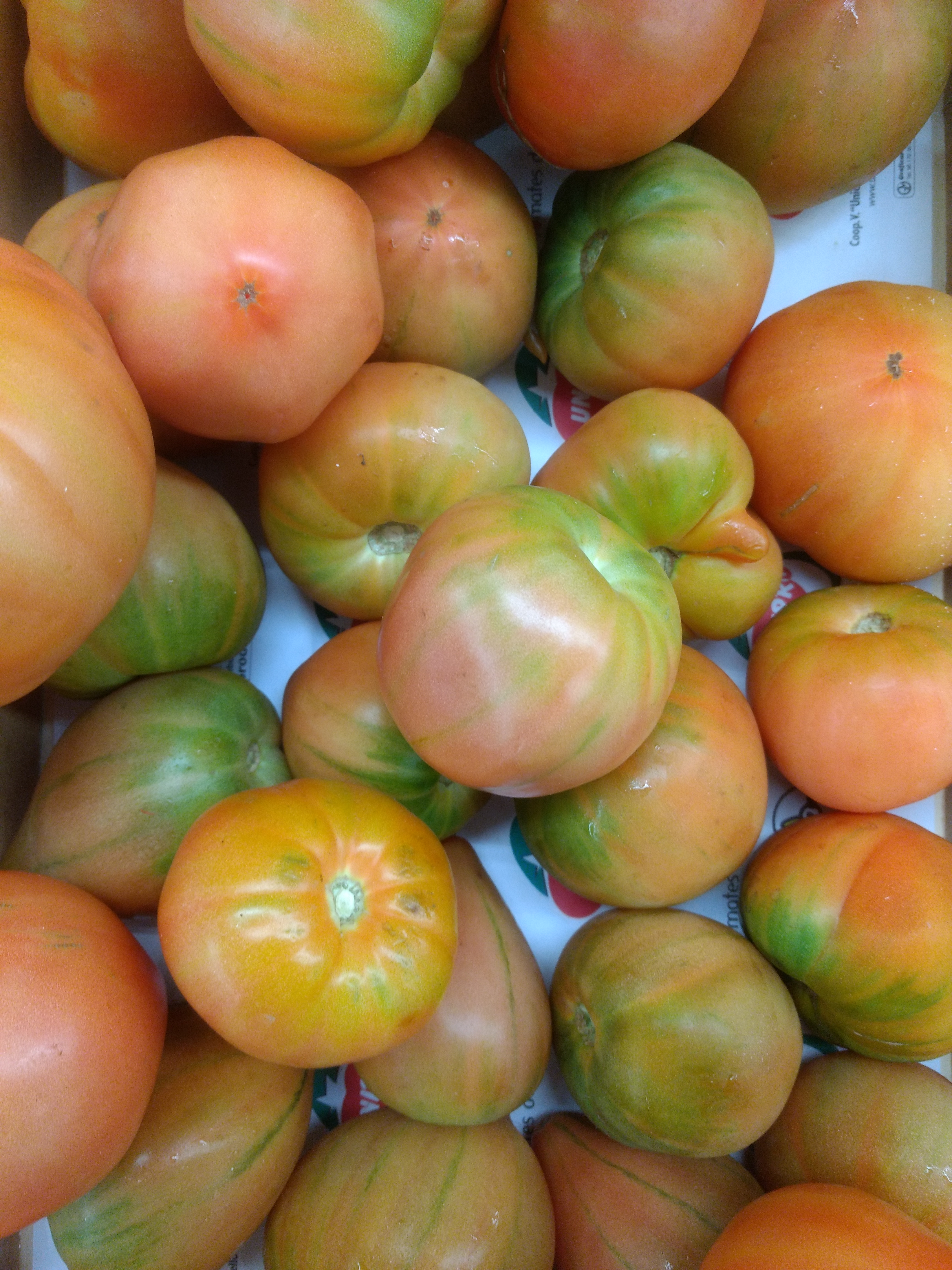
Tomates de la variedad perellonera

## Economía
La economía de El Perelló está centrada principalmente en el sector turístico y hostelero, dada su condición de pueblo costero y su ubicación en pleno parque natural de la Albufera.
Con todo, sigue conservando cierta importancia la agricultura, el otro gran motor económico, sobre todo del arroz y cultivos en invernadero. Es muy conocido, a nivel local, entorno y la ciudad de Valencia, el tomate del Perelló, variedad autóctona de la zona, que se distingue por su excelente sabor y la peculiar forma que presenta, así como por el suelo arenoso en el que se conrea. Igualmente cabe destacar la calabaza para asar, de consumo local, los pimientos y los pepinos, verduras orientales que se cultivan en el campo perellonero.

## Servicios
El Perelló cuenta con varios servicios municipales:
- Un Club Náutico y un puerto deportivo, que sirvieron de apoyo a la XXXII competición de la Copa América de Vela.[42][43][44]
- Un polideportivo municipal, que cuenta con un campo de fútbol de césped artificial en el que juegan los equipos locales, dos pistas de pádel y una pista polivalente.[45]
- Un consultorio sanitario, dos farmacias, un centro de convivencia de la tercera edad.[46][47]
- Un colegio público, para los cursos de infantil y primaria, inaugurado en 2016.[48][49][50]Camping de El Perelló

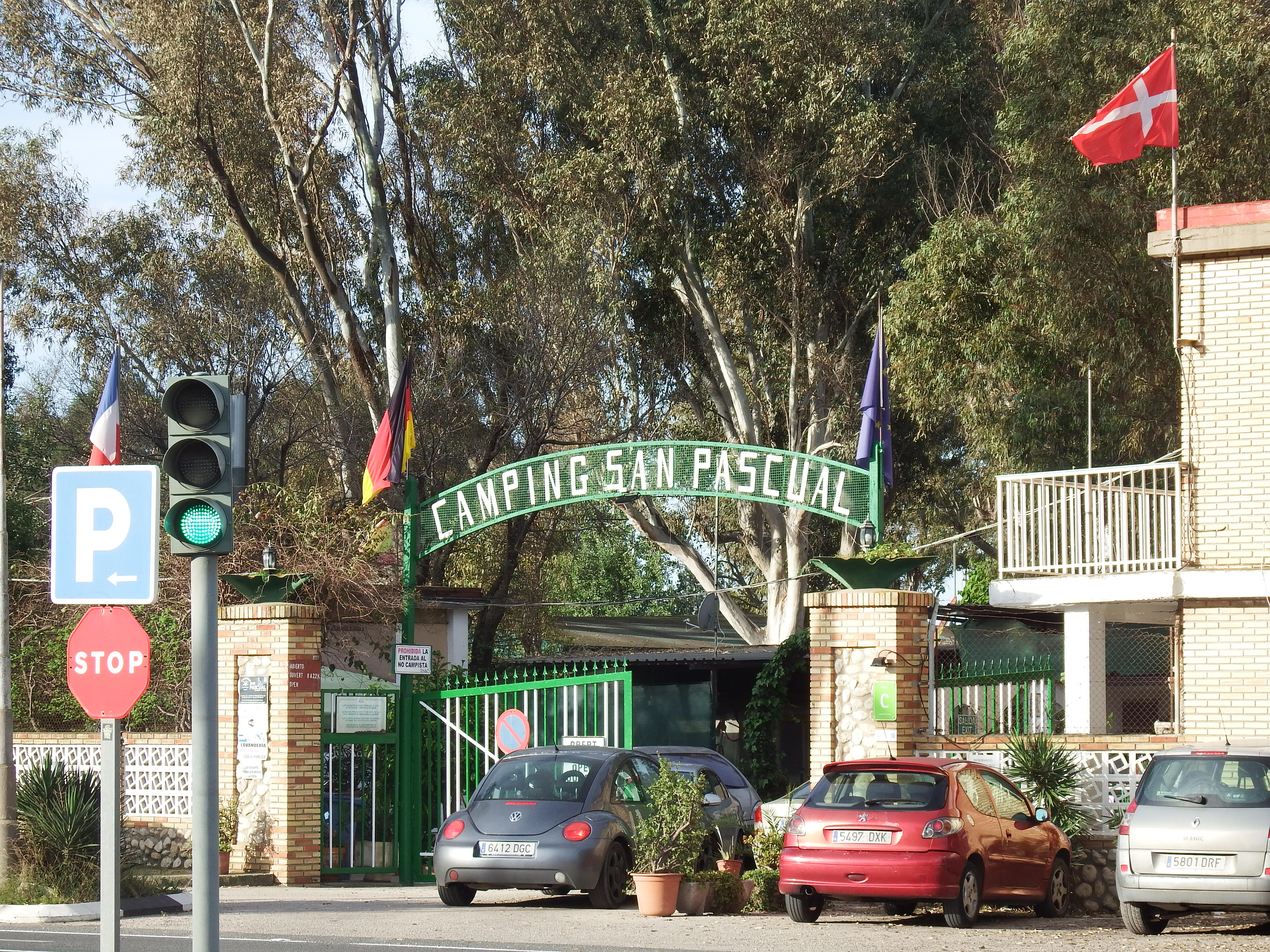
Camping de El Perelló

- Una biblioteca con 32.720 volúmenes, más de mil socios y acceso gratuito a internet. Está integrada en la red de bibliotecas de la Generalitat Valenciana y ofrece periódicamente actividades de fomento de la lectura a cargo de la bibliotecaria Ysabel Meseguer.[51][52]
- Un centro cultural que dispone de un salón de actos, una sala de cine y una sala multiusos con capacidad para 300 personas (C. C. José Antonio Gómez Marco).[53]
- Una parada del Ecomòbil, un camión que recoge residuos peligrosos en diferentes municipios de las comarcas de la Ribera y la Valldigna.[54][55]
- Un camping y un hostal.[56][57]

## Patrimonio
- Iglesia antigua de San Pascual Bailón: se ubica en el casco antiguo de la población y está declarada Bien de Relevancia Local (BRL).[3] La ermita se consagró el 10 de agosto de 1898.[58]Fachada de la antigua Parroquia de El PerellóDetalle de la Iglesia vieja de San Pascual Bailón

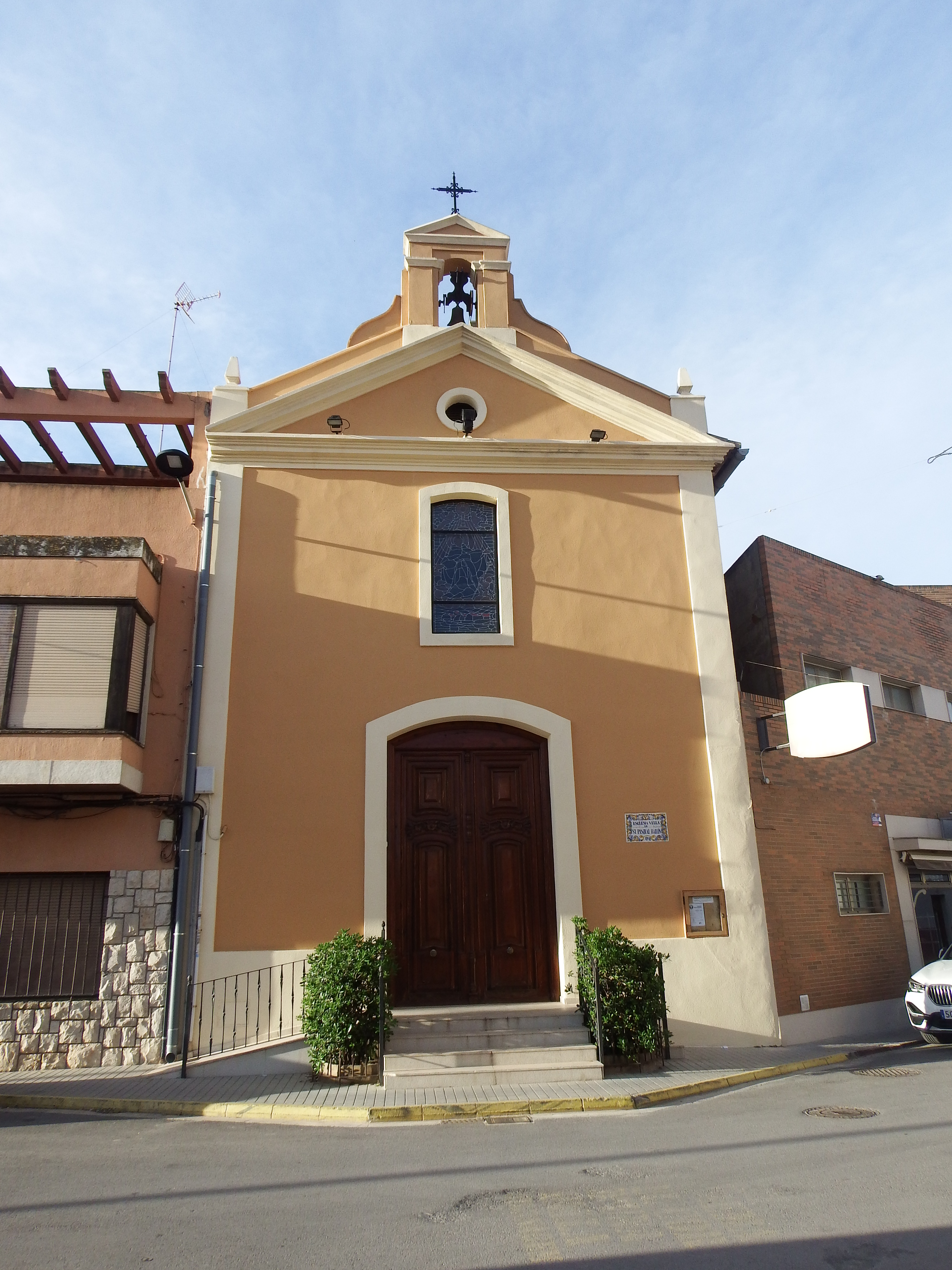
Fachada de la antigua Parroquia de El Perelló

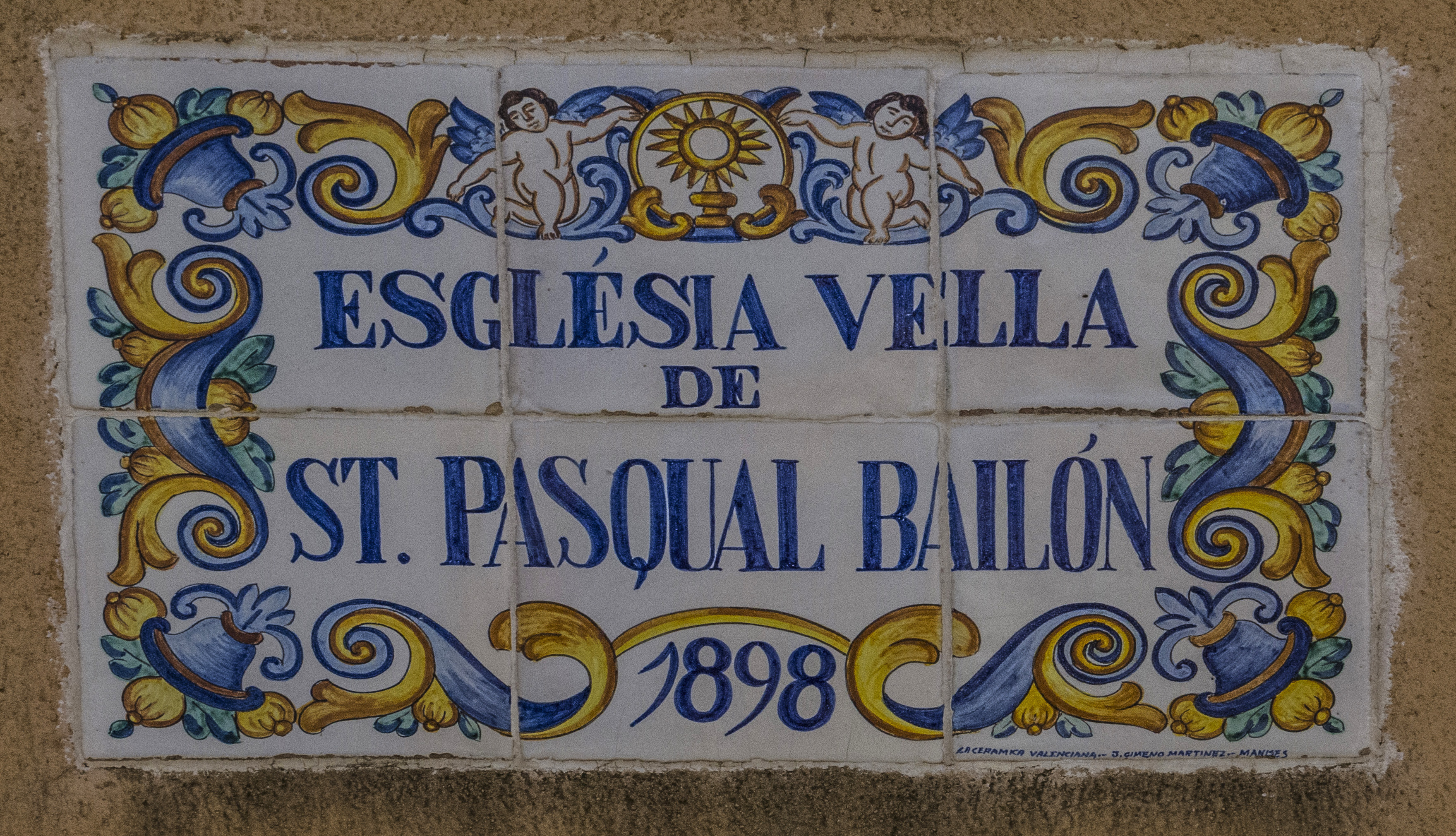
Detalle de la Iglesia vieja de San Pascual Bailón

- Iglesia nueva de San Pascual Bailón: se construyó en la década de 1960 y, por su forma inspirada en una barraca, constituye un gran exponente de la arquitectura religiosa de la segunda mitad del siglo XX.[59][60]
- Casas Modernistas: se construyeron entre 1910 y 1924, forman parte del Modernismo de Sueca. Son la Casa Lliberós, la Casa Sancho y la Casa Blanca.[59][61]
- La Muntanyeta dels Sants: se encuentra en pleno parque natural de la Albufera, entre Sueca y El Perelló. En su cima hay una ermita dedicada a los Santos de la Piedra.[62][63]

## Cultura

### Escenario de cine y televisión

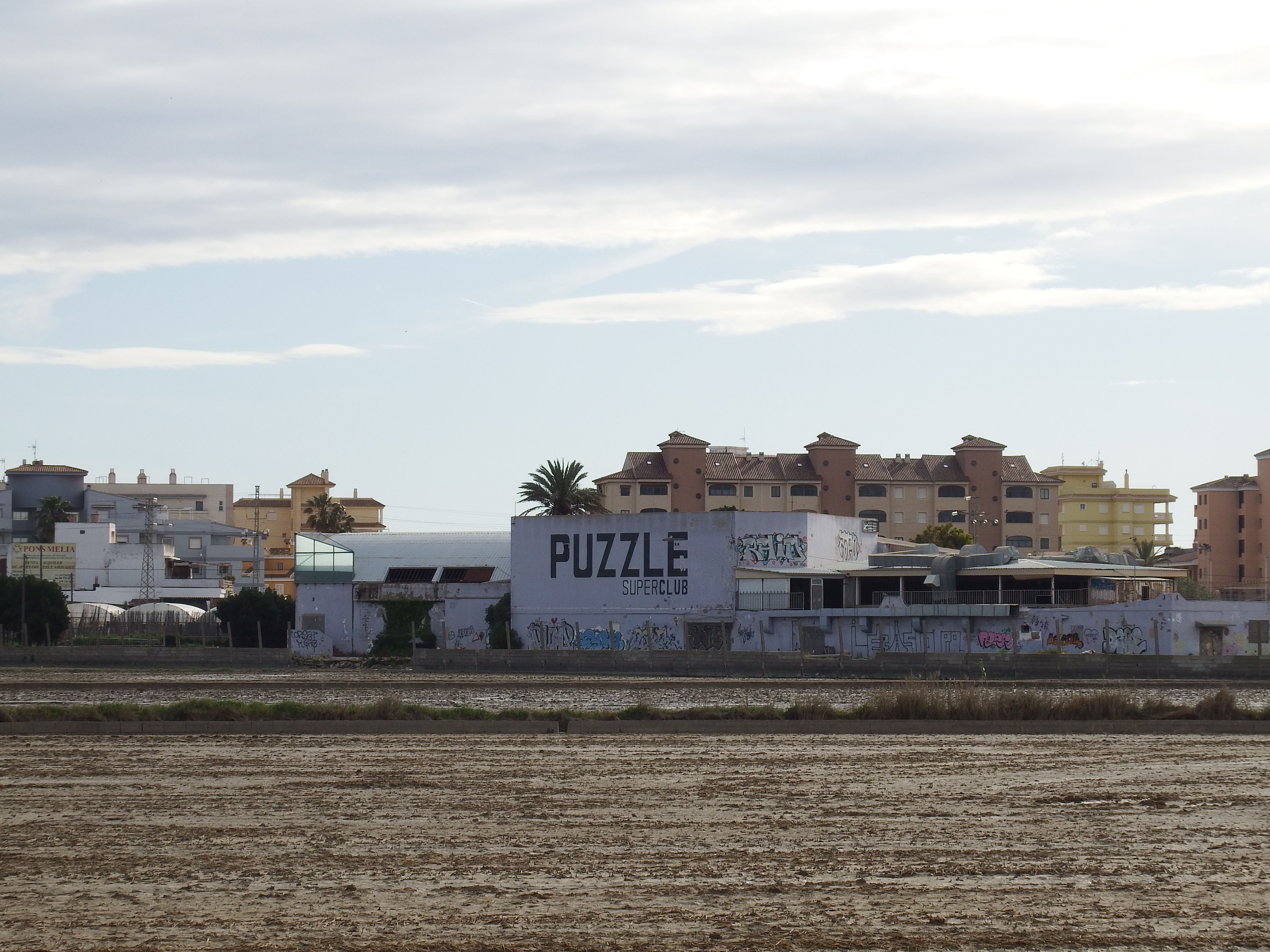
Discoteca Puzzle, parte de la ruta del bakalao

El Perelló, pese a ser un pequeño núcleo costero de Valencia, se ha consolidado como escenario recurrente para cine y televisión gracias a sus paisajes naturales, su vínculo con la ruta del bakalao y su accesibilidad. En la localidad se han rodado escenas de Ídolos, la próxima película de Ana Mena y Óscar Casas; las series La ruta (Atresplayer), Paraíso (Movistar+), L’Alqueria Blanca (À punt), Cuéntame cómo pasó (RTVE) y Respira (Netflix); así como El desentierro y El embarcadero. Su versatilidad, bajos costes de rodaje y atractivo visual han convertido a El Perelló en un sitio cada vez más buscado por productores de la industria audiovisual española. A su vez, La Muntanyeta dels Sants ha sido escenario de la cuarta edición del programa MasterChef Junior.

### Fiestas
- Fallas: se celebran del 15 al 19 de marzo. Hay dos comisiones falleras: Poble Vell y Tro i Flama, integradas en la Junta Local Fallera de Sueca.[68][69][70]X Edición de la Feria Gastronómica del Tomate de El Perelló

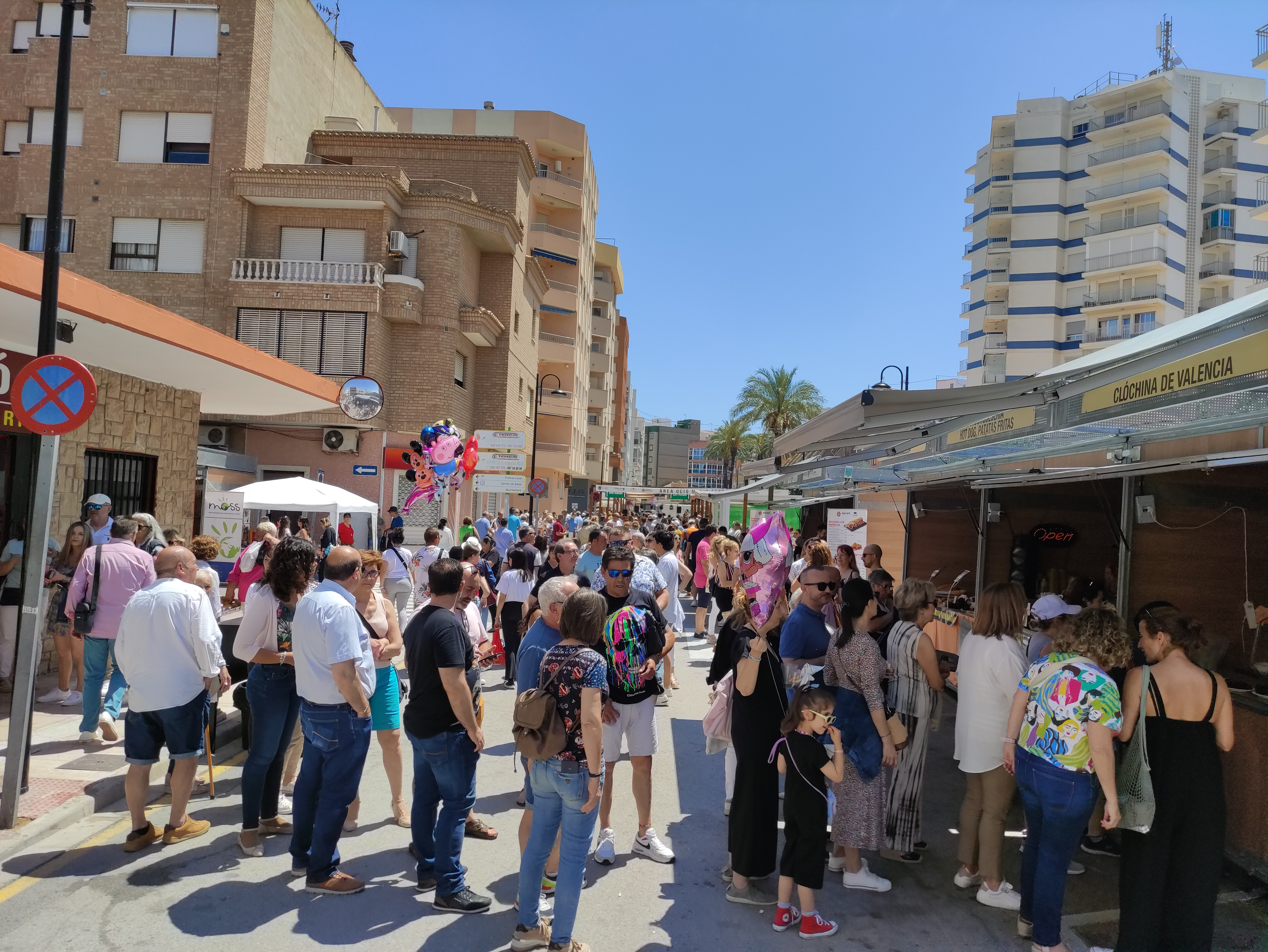
X Edición de la Feria Gastronómica del Tomate de El Perelló

- Feria Gastronómica: se celebra en junio. Es un evento anual que pone en valor el tomate local a través de expositores, actividades culinarias y propuestas turísticas y gastronómicas.[71]
- San Pascual Bailón: 16, 17 y 18 de mayo, festividades por el patrón del pueblo.[68][69]
- Fiestas Patronales y Mayores: en honor a la Purísima y a la Constitución de El Perelló como ELM, se celebran del 1 al 10 de diciembre.[68]
- Entrada de Moros y Cristianos: se celebra en mayo.[72]
- San Juan: se celebra el 23 de junio.
- Virgen del Carmen: se celebra el 16 de julio.[69]